# محمد مجير الخطيب الحسني
محمد مُجِير الخطيب الحسني (ولد 1390هـ/ 1971 م) عالم سوري، وباحث محقِّق، شيخ دار الحديث النورية بدمشق، من علماء أهل السنة والجماعة، شافعي المذهب، دكتور في الحديث النبوي، مدرِّس وخطيب في مساجد دمشق ومعاهدها العلمية. وهو شقيق المهندس الداعية الخطيب الشيخ أحمد معاذ الخطيب، والمهندس العالم المحقق الخطيب الشيخ عبد القادر الخطيب.

## نسبه ونشأته
هو محمد مجير بن محمد أبو الفرج بن عبد القادر بن محمد أبو الفرج بن عبد القادر بن صالح بن عبد الرحيم الخطيب الحسني الدمشقي. ولد في دمشق لأسرة علمية كريمة يمتدُّ نسبها إلى الحسن بن علي بن أبي طالب. 
نشأ في بيت علم ودين، فوالده الشيخ محمد أبو الفرج الخطيب خطيب دمشق، وأحد وجوه العلم فيها، استمرَّ في خطابة الجامع الأموي أكثر من أربعين عامًا. وجدُّه الشيخ عبد القادر الخطيب خطيب جامع بني أمية الكبير أيضًا، وعالم من علماء دمشق. وسائر أجداده من مشاهير علماء دمشق في زمانهم، وهم الذين أنقذوا دار الحديث النورية بدمشق من غاصبيها وتولَّوا تجديد بنائها وقاموا بالتدريس والإفادة فيها، وبقي ذلك في عقبهم.

## دراسته وتحصيله
تلقى العلم على أبيه الشيخ محمد أبو الفرج الخطيب، وعلى علماء الشام الآخرين، ولا سيَّما الشيخ المؤرِّخ محمد أحمد دهمان، والشيخ المُقرئ محمد سكَّر، والدكتور نور الدين عتر وغيرهم. ثم انتقل إلى المدينة المنوَّرة للدراسة في الجامعة الإسلامية، فحصل فيها على إجازة في الشريعة، من كلية الحديث الشريف عام 1993م بتقدير الامتياز. ولازم في المدينة بعض العلماء المهاجرين إليها كالشيخ محمد الحجَّار، والشيخ محمد عوَّامة، وقرأ موطَّأ الإمام مالك على الشيخ محمد عبد الله آد الشنقيطي، ولقي بالحرمين الشريفين كبار العلماء واستجاز من بعضهم كالشيخ أبي الحسن النَّدْوي، والشيخ عبد الفتاح أبو غدة، والشيخ ياسين الفاداني.
حصل على ماجستير في السنة النبوية من كلية أصول الدين في جامعة أم درمان الإسلامية عام 2004م، وعنوان رسالته «مدار الإسناد ومكانته في علم علل الحديث الشريف» وهي نظرية متكاملة في علوم الحديث وتاريخ السنَّة المطهَّرة. ثم حصل على دكتوراه في الحديث النبوي من جامعة طرابلس بلبنان عام 2014م، بتقدير الامتياز، وعنوان أطروحته «أحاديث التفسير من الأقوال المرفوعة إلى رسول الله صلى الله عليه وسلم».

## وظائفه ونشاطاته
عمل خطيبًا في مسجد دار الحديث الأشرفية بدمشق عدَّة سنوات، ودرَّس موطَّأ مالك في جامع الشيخ محيي الدين بن عربي، وتولى التدريس في معهد التعليم والتهذيب، وفي معهد الشيخ بدر الدين الحسني، وثانوية الجمعية الغرَّاء.
ثم انتقل إلى تركيا وأقام في إستانبول فعمل مدرِّسًا بدار العلم فيها، منذ عام 2012، وفي جامعة طرابلس إسطنبول، ثم في أكاديمية باشاك شهير للعلوم العربية والإسلامية.
وأقرأ ودرَّس عددًا من كتب الحديث وأصوله والفقه والتفسير والسيرة، كصحيح البخاري، وسنن أبي داود، وجامع الترمذي، وموطَّأ مالك، والأدب المفرد للبخاري، والشمائل المحمَّدية للترمذي، والرسالة للشافعي، ومقدِّمة صحيح مسلم، ونزهة النظر وبلوغ المَرام لابن حجر، وشرح منظومة الزبد، وشرح البيقونية، وإرشاد طلاب الحقائق، والتقريب، ورياض الصالحين، والتبيان في آداب حملة القرآن، وبستان العارفين للنووي، وعلوم الحديث، وأدب الفتوى لابن الصلاح، ومعرفة علوم الحديث للحاكم، وتذكرة السامع والمتكلم في أدب العالم والمتعلِّم لابن جماعة، والسيرة النبوية لابن هشام، وشرح العقيدة الطحاوية للبابرتي، والاعتقاد للبيهقي، وفيصل التفرقة للغزالي، والتسهيل لعلوم التنزيل لابن جُزَي، وغيرها.

## كتبه وآثاره

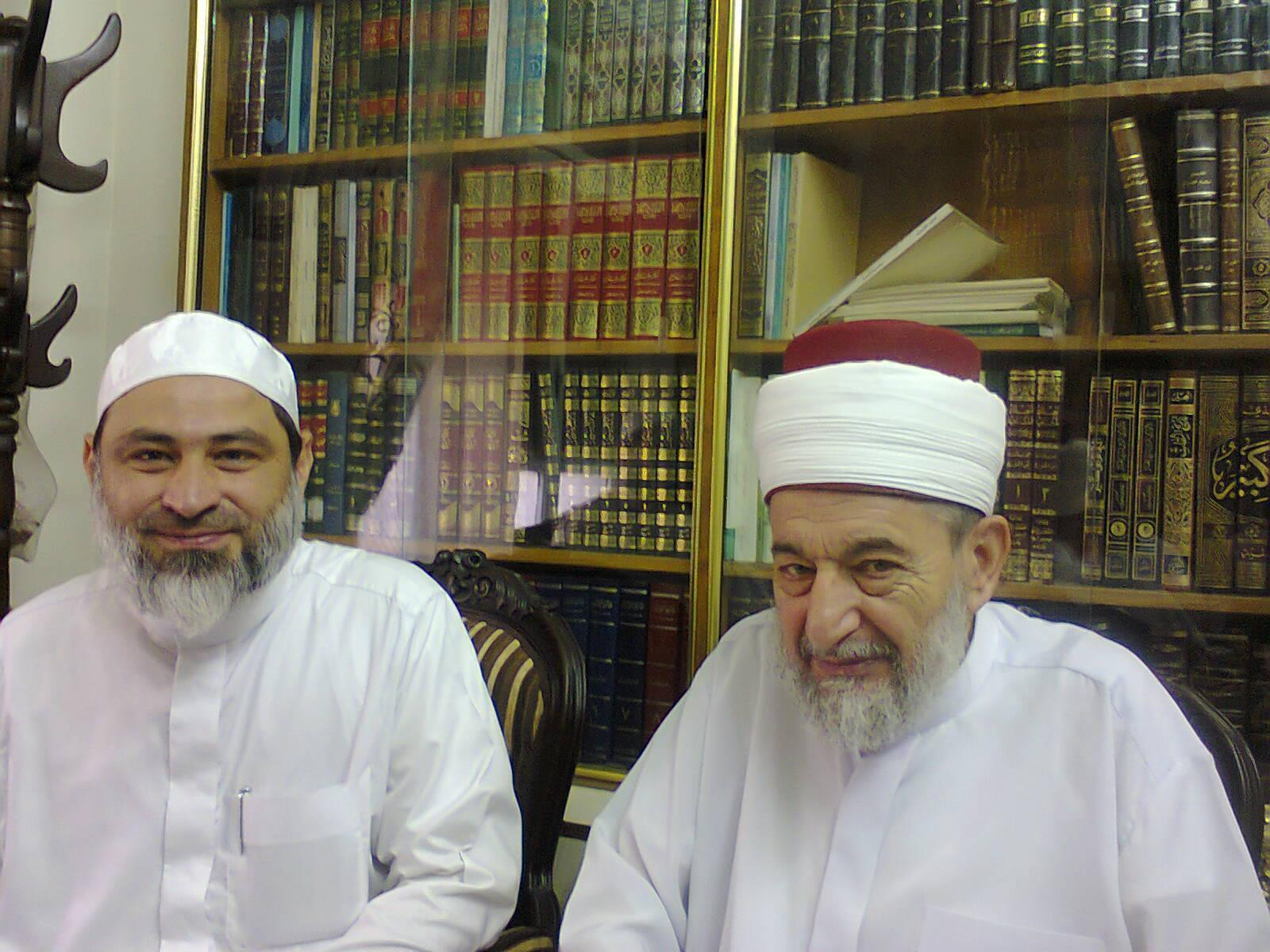
صورة تجمع الشيخ مع الدكتور نور الدين عتر

#### تحقيقاته
1. الإعلام بسنِّ الهجرة إلى الشام، لبرهان الدين البِقاعي، دار ابن حزم ببيروت، عام 1997.
2. مسائل ابن أبي شيبة عن شيوخه، نشرة خاصة، عام 1998.
3. تعليقات القاري على ثلاثيات البخاري، دار اللباب، عام 2016.
4. صحيح الإمام البخاري (أقدم نسخة للكتاب، صُوِّرت طبقَ الأصل)، قدَّم لها، إستانبول، عام 2018.
5. تاريخ مدينة دمشق للحافظ ابن عساكر، المجلدان 28 و29، بالاشتراك مع سكينة الشهابي، مجمع اللغة العربية بدمشق، عام 2020.
6. مجموع رسائل العلامة ابن رجب الحنبلي، وهي 48 رسالة في 8 مجلدات، حقق منها 41 رسالة، وخرَّج أحاديثها وكتب مقدمةً ضافية للمجموع، دار اللباب، عام 2024.

#### مؤلفاته
1. نجاة الأعفاء، طبعة دار الثراء، عام 2000.
2. نصر الجهادَين بقهر العدوَّين، دار الثراء، عام 2000.
3. دار السنَّة دار الحديث النورية تاريخها وتراجم شيوخها، دار البشائر بدمشق، عام 2005.
4. معرفة مَدار الإسناد وبيان مكانته في علم علل الحديث الشريف، دار الميمان بالرياض، عام 2007.
5. المدخل إلى السنَّة النبوية، المشرق للكتاب، عام 2009.
6. أحاديث التفسير من الأقوال المرفوعة إلى رسول الله صلى الله عليه وسلم، أطروحة دكتوراه، عام 2014.
7. كتاب أُملية في أصول التخريج، دار العلم، عام 2016.
8. أسس النظر في علم الأثر، وهو شرح على المنظومة البيقونية، دار الثريا.

بحوثه ومقالاته
1. تحرير الشرط المعتبَر عند أهل الحديث والأثر، ندوة ثبَت الكُزبَري.
2. النشيد الإسلامي إلى أين؟، موقع دربنا الإلكتروني.

#### تقديماته
1. جامع الاستعاذات النبوية وشرحها، تأليف محمد علي محمد المسعود.

## وصلات خارجية
لا توجد روابط لمواقع التواصل الاجتماعي.

- السيرة الذاتية في موقع أكاديمية باشاك شهير